# Balacra micromacula
Balacra micromacula là một loài bướm đêm thuộc phân họ Arctiinae, họ Erebidae.